# Nokere Koerse 2004
La Nokere Koerse 2004, cinquantanovesima edizione della corsa, si svolse il 17 marzo per un percorso di 193 km, con partenza a Oudenaarde ed arrivo a Nokere. Fu vinta dall'olandese Max van Heeswijk della squadra US Postal Service davanti al connazionale Rudi Kemna e al belga Jo Planckaert.

## Ordine d'arrivo (Top 10)
| Pos. | Corridore           | Squadra              | Tempo    |
| ---- | ------------------- | -------------------- | -------- |
| 1    | Max van Heeswijk    | US Postal Service    | 4h25'00" |
| 2    | Rudi Kemna          | Bankgiroloterij      | s.t.     |
| 3    | Jo Planckaert       | MrBookmaker-Palmans  | s.t.     |
| 4    | Gerben Löwik        | Chocolade Jacques    | s.t.     |
| 5    | James Vanlandschoot | Relax-Bodysol        | s.t.     |
| 6    | Jimmy Casper        | Cofidis              | s.t.     |
| 7    | Kurt Hovelijnck     | Jong Vlaanderen 2016 | s.t.     |
| 8    | Jeremy Hunt         | MrBookmaker-Palmans  | s.t.     |
| 9    | Ludovic Auger       | Auber '93            | s.t.     |
| 10   | Thierry Masschelein | Flanders-Afin.com    | s.t.     |